# Crambinae
Crambinae là một phân họ bướm đêm lớn của họ Crambinae. Phân họ hiện bao gồm hơn 1.800 loài trên toàn thế giới. Ấu trùng là loài ăn rễ hoặc sâu đục thân, chủ yếu ăn cỏ. Một số loài là loài gây hại cho cỏ sod, ngô, mía, lúa và các loài họ Poaceae khác.
Ý kiến của các nhà phân loại học khác nhau về vị trí chính xác của họ Crambidae, một số nhà phân loại xem chúng như một phân họ của họ Pyralidae. Nếu điều này được thực hiện, nhóm hiện tại sẽ bị giáng cấp xuống địa vị tôngc, với cái tên Crambini.

## Phân loại
- Tông incertae sedis
  - Anaclastis Turner, 1904
  - Aphrophantis Meyrick, 1933
  - Argentochiloides Błeszyński, 1961 (= Argentochilo Błeszyński & Collins, 1962)
  - Australargyria Błeszyński, 1970
  - Autarotis Meyrick, 1886 (= Pogonoptera Turner, 1911)
  - Batiana Walker, 1866
  - Calamotropha Zeller, 1863 (= Aurelianus Błeszyński, 1962, Myeza Walker, 1863)
  - Catancyla Hampson, 1919
  - Charltona Swinhoe, 1886
  - Charltoniada Strand, 1918
  - Chilandrus Błeszyński, 1970
  - Conocramboides Błeszyński, 1970
  - Conocrambus Hampson, 1919 (= Anaresca Turner, 1947)
  - Corynophora Berg, 1898 (= Halterophora Meyrick, 1897)
  - Crambixon Błeszyński, 1965
  - Cypholomia Meyrick, 1933
  - Diadexia Turner, 1905
  - Diploptalis Hampson, 1919 (= Diplotalis Błeszyński, 1963)
  - Diploschistis Meyrick, 1937
  - Epichilo Ragonot in de Joannis & Ragonot, 1889
  - Eurhythma Turner, 1904 (= Eurythma Błeszyński & Collins, 1962)
  - Flavocrambus Błeszyński, 1959
  - Haploplatytes Błeszyński, 1966
  - Idioblasta Warren, 1891
  - Japonichilo Okano, 1962
  - Kupea Philpott, 1930
  - Libuna Moore, 1886 (= Bulina Walker, 1866)
  - Lyndia Savigny, 1816
  - Maoricrambus Gaskin, 1975
  - Mestolobes Butler, 1882 (= Promylaea Meyrick, 1899)
  - Metaeuchromius Błeszyński, 1960 (= Pseudeuchromius Błeszyński, 1965)
  - Micronix Amsel, 1956
  - Microtalis Turner, 1911
  - Neargyria Hampson, 1896
  - Neargyrioides Błeszyński, 1970
  - Nechilo Błeszyński, 1970
  - Neobanepa Hampson, 1919 (= Pyralopsis Dognin, 1905)
  - Niveocatharylla Bassi, 1999
  - Orthomecyna Butler, 1883
  - Parancyla Hampson, 1919
  - Paratraea Hampson, 1919
  - Parerupa Hampson, 1919 (= Coenotalis Hampson, 1919)
  - Protyparcha Meyrick, 1909
  - Pseudargyria Okano, 1962
  - Ptochostola Meyrick, 1882
  - Roxita Błeszyński, 1963 (= Modestia Błeszyński, 1965)
  - Schoenobiodes Hampson, 1917 (= Stenopydna Roepke, 1943)
  - Sphaerodeltis Meyrick, 1933
  - Styxon Błeszyński, 1962
  - Thalamarchis Meyrick, 1897
  - Thisanotia Hübner, 1825 (= Thinasotia Heinemann, 1865, Thysanotia J. L. R. Agassiz, 1847)
  - Tomissa Walker, 1864
  - Tulla Zimmerman, 1958
  - Ubida Walker, 1863 (= Crunophila Meyrick, 1882)
  - Xanthocrambus Błeszyński, 1957 (= Xanthocrambus Błeszyński, 1955)
  - Zacatecas Błeszyński, 1962
  - Zovax Błeszyński, 1962
- Tông Ancylolomiini Ragonot, 1889
  - Ancylolomia Hübner, 1825 (= Acylolomia Hampson, 1919, Jartheza Walker, 1863, Pseudoctenella Strand, 1907, Ctenus Mabille, 1906, Tollia Amsel, 1949)
  - Aurotalis Błeszyński, 1970
  - Prionotalis Hampson, 1919
- Tông Argyriini Munroe, 1995
  - Argyria Hübner, 1818
  - Catharylla Zeller, 1863
  - Chrysocatharylla Bassi, 1999
  - Urola Walker, 1863
  - Vaxi Błeszyński, 1962
- Tông Calamotrophini Gaskin, 1988
  - Classeya Błeszyński, 1960
  - Pseudocatharylla Błeszyński, 1961
  - Pseudoclasseya Błeszyński, 1964
- Tông Chiloini Heinemann, 1865
  - Chilo Zincken, 1817 (= Borer Guenée, 1862, Chilona Sodoffsky, 1837, Chilotraea Kapur, 1950, Diphryx Grote, 1881, Hypiesta Hampson, 1919, Nephalia Turner, 1911, Silveria Dyar, 1925)
  - Diatraea Guilding, 1828 (= Crambidiatraea Box & Capps, 1955, Diaraetria Grote, 1882, Diatraerupa Schaus, 1913, Diatrea Guilding, 1828, Eodiatraea Box, 1953, Iesta Dyar, 1909, Trinidadia Dyar & Heinrich, 1927, Zeadiatraea Box, 1955)
  - Epina Walker, 1866 (= Diatraenopsis Dyar & Heinrich, 1927)
  - Gadira Walker, 1866 (= Cryptomima Meyrick, 1882, Scenoploca Meyrick, 1882)
  - Hednota Meyrick, 1886
  - Hemiptocha Dognin, 1905
  - Leonardo Błeszyński, 1965
  - Malgasochilo Błeszyński, 1970
  - Pseudometachilo Błeszyński, 1962
  - Tauroscopa Meyrick, 1888 (= Oressaula Turner, 1913)
- Tông Crambini Latreille, 1810
  - Agriphila Hübner, 1825 (= Agrophila J. L. R. Agassiz, 1847, Alisa Ganev & Hacker, 1984)
  - Agriphiloides Błeszyński, 1965
  - Almita B. Landry, 1995
  - Alphacrambus Bassi, 1995
  - Amselia Błeszyński, 1959
  - Angustalius Marion, 1954 (= Bleszynskia Lattin, 1961, Crambopsis Lattin, 1952)
  - Arequipa Walker, 1863
  - Aureocramboides Błeszyński, 1961
  - Bassiknysna Kemal & Kocak, 2005 (= Knysna Bassi, 1999)
  - Caffrocrambus Błeszyński, 1961 (= Anomocrambus Błeszyński, 1961, Caffocrambus Bassi, 1994)
  - Catoptria Hübner, 1825 (= Exoria Hübner, 1825, Tetrachila Hübner, 1806)
  - Cervicrambus Błeszyński, 1966
  - Chrysocrambus Błeszyński, 1957 (= Chrysocramboides Błeszyński, 1957)
  - Chrysoteuchia Hübner, 1825 (= Amphibolia Snellen, 1884, Veronese Błeszyński, 1962)
  - Crambus Fabricius, 1798 (= Argyroteuchia Hübner, 1825, Chilus Billberg, 1820, Palparia Haworth, 1811, Tetrachila Hübner, 1822)
  - Culladia Moore, 1886 (= Araxes Walker, 1863, Crambidion Mabille, 1900, Nirmaladia Rose, 1983)
  - Culladiella Błeszyński, 1970
  - Dimorphocrambus Gibeaux, 1987
  - Euchromius Guenée, 1845 (= Eromene Hübner, 1825, Ommatopteryx Kirby, 1897, Pseudoancylolomia Ahmad, Zaidi & Kamaluddin, 1982)
  - Fernandocrambus Aurivillius, 1922 (= Juania Aurivillius, 1922, Juanita Munroe, 1995)
  - Fissicrambus Błeszyński, 1963
  - Haplopediasia Błeszyński, 1963
  - Japonicrambus Okano, 1962
  - La Błeszyński, 1966
  - Loxocrambus Forbes, 1920
  - Mesocrambus Błeszyński, 1957
  - Mesopediasia Błeszyński, 1963
  - Metacrambus Błeszyński, 1957
  - Micrelephas Dognin, 1905
  - Microcramboides Błeszyński, 1967
  - Microcrambon Błeszyński, 1970
  - Microcrambus Błeszyński, 1963
  - Miraxis Błeszyński, 1962
  - Miyakea Marumo, 1933
  - Neocrambus Błeszyński, 1957
  - Neoculladia Błeszyński, 1967
  - Neodactria B. Landry, 1995
  - Neopediasia Okano, 1962
  - Novocrambus Amsel, 1956
  - Orocrambus Purdie, 1884 (= Orocrambus Meyrick, 1885)
  - Parapediasia Błeszyński, 1966 (Parapediasia Błeszyński, 1963)
  - Paraplatytes Błeszyński, 1965
  - Pediasia Hübner, 1825 (= Carvanca Walker, 1856, Oseriates Fazekas, 1991, Pseudopediasia Ganev, 1987)
  - Platytes Guenée, 1845 (= Nagahama Marumo, 1933)
  - Precaffrocrambus Bassi, 2002
  - Productalius Marion, 1954
  - Pseudopediasia Błeszyński, 1963
  - Raphiptera Hampson, 1896
  - Sebrus Błeszyński, 1970
  - Sericocrambus Wallengren, 1861
  - Supercrambus Błeszyński, 1967
  - Tawhitia Philpott, 1931 (= Velasquez Błeszyński, 1962)
  - Tehama Hulst, 1888
  - Thaumatopsis Morrison, 1874 (= Propexus Grote, 1880)
  - Tortriculladia Błeszyński, 1967
- Tông Diptychophorini Gaskin, 1972
  - Chiqua Błeszyński, 1970
  - Cleoeromene Gaskin, 1986
  - Diptychophora Zeller, 1866 (= Colimaea Dyar, 1925, Colimea Błeszyński, 1966, Mysticomima Meyrick, 1931, Scissolia Barnes & McDunnough, 1914)
  - Gargela Walker, 1864 (= Mixophyla Meyrick, 1887, Angonia Snellen, 1893, Mixophila Hampson, 1896)
  - Glaucocharis Meyrick, 1938 (= Pagmania Amsel, 1961, Pareromene Osthelder, 1941, Ditomoptera Hampson, 1893)
  - Incaeromene Gaskin, 1986
  - Microchilo Okano, 1962
  - Neoeromene Gaskin, 1986
  - Peniculimius Schouten, 1994
  - Steneromene Gaskin, 1986
  - Tamsica Zimmerman, 1958
- Tông Erupini Munroe, 1995
  - Erupa Walker, 1864 (= Gabalaeca Walker, 1866, Gabalanca Błeszyński & Collins, 1962, Zolca Walker, 1866)
  - Lancia Walker, 1859
  - Schoenerupa Hampson, 1919
- tribe Haimbachiini B. Landry, 1995
  - Achilo Amsel, 1957 (= Chilopsis Amsel, 1956)
  - Bissetia Kapur, 1950 (= Girdharia Kapur, 1950)
  - Coniesta Hampson, 1919
  - Donacoscaptes Zeller, 1877
  - Eoreuma Ely, 1910
  - Friedlanderia Agnew, 1987 (= Chiloides Amsel, 1949, Chiloides Błeszyński, 1963)
  - Haimbachia Dyar, 1909
  - Neogirdharia Song & Chen in Chen, Song & Yuan, 2004
  - Occidentalia Dyar & Heinrich, 1927
  - Pseudobissetia Błeszyński, 1959
  - Thopeutis Hübner, 1818 (= Cephis Ragonot in Staudinger, 1892, Hombergia de Joannis, 1910, Stenochilo Hampson, 1896, Tetrachila Hübner, 1808, Topeutis Hübner, 1825)
  - Xubida Schaus, 1922
- Tông Myelobiini Minet, 1982
  - Eschata Walker, 1856 (= Chaerecla Walker, 1865)
  - Myelobia Herrich-Schäffer, 1854 (= Chilopsis Hampson, 1919, Doratoperas Hampson, 1896, Protaphomia Meyrick, 1936, Xanthopherne Dyar & Heinrich, 1927)
- Tông Prionapterygini B. Landry, 1995
  - Burmannia Błeszyński, 1965
  - Elethyia Ragonot in de Joannis & Ragonot, 1889
  - Eufernaldia Hulst, 1900
  - Hemiplatytes Barnes & Benjamin, 1924 (= Alamogordia Dyar & Heinrich, 1927)
  - Mesolia Ragonot in de Joannis & Ragonot, 1889 (= Deuterolia Dyar, 1914, Eugrotea Fernald, 1896, Euparolia Dyar, 1914, Masolia Hampson, 1919)
  - Prionapteron Błeszyński, 1965
  - Prionapteryx Stephens, 1834 (= Alloea Turner, 1947, Calarina Walker, 1866, Hypotomorpha Rebel, 1892, Nuarace Walker, 1863, Naurace Błeszyński & Collins, 1962, Pindicitora Walker, 1863, Pindicitra Shibuya, 1928, Platytesia Strand, 1918, Prionopteryx Zeller, 1863)
  - Pseudoschoenobius Fernald, 1891
  - Surattha Walker, 1863
  - Talis Guenée, 1845 (= Drasa Kapur, 1950, Prosmixis Zeller, 1846, Tulis Pagenstecher, 1909)